# Daniele Fagarazzi
Daniele Fagarazzi (* 3. Oktober 1944 in Mailand, Italien; † 29. Juli 2019 ebenda) war ein italienischer Comiczeichner.

## Leben und Werk
Fagarazzi begann seine Zeichnerkarriere im Jahr 1960 im Trickfilmstudio der Brüder Nino und Toni Pagot, wo er bis 1966 arbeitete. Die folgenden beiden Jahre arbeitete er für kleinere Trickfilm-Agenturen, die in der Werbebranche angesiedelt waren. Sein Debüt als Comiczeichner hatte Fagarazzi im Jahr 1968, als er für den Verlag Sansoni verschiedene Horror-Comics zeichnete. Im Jahr 1970 begann er für Corriere dei Ragazzi zu zeichnen und übernahm von Carlo Peroni Zio Boris, das er zu Texten von Alfredo Castelli zeichnete. Neue eigene Serien Fagarazzis zu dieser Zeit waren Tilt und Otto Krunz, ebenfalls zu Texten von Castelli. In dieser Zeit zeichnete Fagarazzi auch für das Verlagshaus Mondadori unter anderem den italienischen Asterix-Kalender. Mitte der 1970er-Jahre zeichnete er unter anderem die Comicadaption von Calimero und Ende der 1970er-Jahre die Comicadaption von Sandokan in Corriere dei Ragazzi. Im selben Zeitraum zeichnete Fagarazzi auch einige Episoden von Uomo Ragno für die Zeitschrift Supergulp!. In den 1980er-Jahren war er sowohl im Comic- als auch im Werbebereich tätig. In den 1990er-Jahren war Fagarazzi künstlerischer Leiter des italienischen Ablegers von Warner Bros.